# 宇都宮市立河内中学校
宇都宮市立河内中学校（うつのみやしりつ かわちちゅうがっこう）は、栃木県宇都宮市中岡本町にある公立の中学校である。

## 概要
生徒数が年々増加していた河内町立古里中学校より、1986年4月に分離独立した。従来は学校所在地の町名を学校名としていたが、河内町を代表する学校として、河内町立河内中学校と命名された。

## 沿革
出典
- 1986年（昭和61年）
  - 3月27日 - 校舎落成式[3]
  - 4月1日 - 河内町立古里中学校の分離校として河内町立河内中学校開校
  - 4月8日 - 開校式挙行
  - 6月16日 - 第1回創立記念式典挙行
  - 7月25日 - プール竣工
- 1987年（昭和62年）
  - 2月26日 - 校歌・校旗・校章制定樹立
  - 3月27日 - 北校庭にテニスコート完成し、翌月にはコート周辺防球ネットおよびフェンスも完成
- 2007年（平成19年）3月31日 - 河内町が宇都宮市に編入合併したのに伴い宇都宮市立河内中学校に校名変更

## 教育目標
- 実力を養う
- 友愛を深める
- 品性を高める

## 通学区域
- 宇都宮市[5]
- 下岡本町の一部
- 白沢町の一部
- 中岡本町の一部
- 東岡本町の一部

## 進学前小学校
出典
- 宇都宮市立岡本小学校
- 宇都宮市立岡本西小学校

## 交通
- JR東日本宇都宮線岡本駅西口から北西に徒歩約30分（2.3キロメートル）